# Walter-Gropius-Schule (Berlin)
Die Walter-Gropius-Schule (WGS) ist eine Gemeinschaftsschule im Ortsteil Gropiusstadt des Berliner Bezirks Neukölln. Sie ist nach dem Architekten Walter Gropius benannt und war bei ihrer Gründung im Jahr 1968 die erste Gesamtschule in Deutschland.

## Geschichte
Die Planung einer Schule mit „besonderer pädagogischer Prägung“ für das neue Siedlungsgebiet Britz-Buckow-Rudow begann in den frühen 1960er Jahren mit maßgeblicher Unterstützung des damaligen Landesschulrats Carl-Heinz Evers. Die Schule wurde nach Entwürfen ihres Namensgebers erbaut und am 19. April 1968 als Gesamtschule mit gymnasialer Oberstufe unter dem Namen Gesamtschule Britz-Buckow-Rudow eröffnet. Die Schule war Teil des Gesamtkonzeptes der Gropiusstadt, das ein Wohnen mit Licht, Luft und Sonne sowie einen infrastrukturellen Ausbau mit Kindergärten, Schulen, Einkaufszentren und Parkplätzen vorsah. Aufgrund der dichten Bebauung der Gropiusstadt wurden hohe Schülerzahlen erwartet.
Seit der Eröffnung überstieg die Nachfrage nach Schulplätzen stets die Kapazitäten der Schule. Die ersten Abiturprüfungen wurden 1971 durchgeführt. Als erste Gesamtschule Deutschlands diente sie vielen weiteren Schulen als Modell, nachdem Evers, einer der Väter der Gesamtschulen, sie als „Mutterkloster der Gesamtschulen“ bezeichnet hatte.
Heute ist die WGS eine Gemeinschaftsschule bestehend aus Grundstufe, Mittelstufe und Oberstufe, wodurch Schüler von der ersten Klasse bis einschließlich zum Abitur unterrichtet werden können. Sie ist eine der größten allgemeinbildenden Schulen im Bezirk Neukölln.

## Gebäude und Struktur
Die Schulgebäude sind in Pavillon-Bauweise errichtet.
In den drei zweistöckigen Gebäuden ist die Grundstufe (Klassen eins bis sechs) untergebracht. In den zwei dreistöckigen Gebäuden befinden sich die Mittel- und die Oberstufe. Das dazwischen liegende Hauptgebäude trennt die Grundstufe von der Mittel- und Oberstufe. In diesem sind das Lehrerzimmer, die Verwaltung und die Fachräume untergebracht. Die Pavillons sind untereinander und mit dem Hauptgebäude durch früher teil-, heute vollverglaste Gänge verbunden.
Auf dem Schulgelände liegen große Sport- und Spielplätze, eine Werkstatt sowie eine Bibliothek. Da der Schule eine Aula fehlt, wurden Festakte, wie die Abitur-Zeugnis-Vergabe früher in einer kleinen Sporthalle auf dem Schulgelände abgehalten, heute finden sie im Gemeinschaftshaus Gropiusstadt statt.

## Unterricht
An der WGS findet seit Gründung der Unterricht von 8:00–16:00 Uhr statt, der Freitag ist verkürzt.